# Homoneura aldrichi
Homoneura aldrichi är en tvåvingeart som beskrevs av Miller 1977. Homoneura aldrichi ingår i släktet Homoneura och familjen lövflugor.
Artens utbredningsområde är Iowa. Inga underarter finns listade i Catalogue of Life.